# 狄利克雷定理 (傅里叶级数)
在数学分析中，狄利克雷定理（或若尔当—狄利克雷定理,狄利克雷条件）是关于傅里叶级数逐点收敛的一个结果。这个定理的最初版本是由德国科学家狄利克雷在公元1829年证明的。由于当时还没有出现适合的积分理论，狄利克雷的证明只能适用于足够规则的函数（除了在有限点以外都单调的函数）。
定理的推广版本则是由法国数学家卡米尔·若尔当在1881年的证明的，适用于所有局部有界变差函数。

## 定理的叙述
设 {\displaystyle f} 为一个在{\displaystyle \mathbb {R} }上的周期性的局部可积函数，其周期为{\displaystyle 2\pi }。给定 {\displaystyle x_{0}\in \mathbb {R} }，假设有以下条件成立：
1. 函数 {\displaystyle f} 在 {\displaystyle x_{0}} 处有左极限和右极限，分别记为 {\displaystyle f(x_{0}^{+})} 和 {\displaystyle f(x_{0}^{-})}。
2. 存在正实数：{\displaystyle \alpha >0}，使得以下的两个积分收敛：

{\displaystyle \int _{0}^{\alpha }{\frac {|f(x_{0}+t)-f(x_{0}^{+})|}{t}}{\mathrm {d} }t,\qquad \int _{0}^{\alpha }{\frac {|f(x_{0}-t)-f(x_{0}^{-})|}{t}}{\mathrm {d} }t}
那么，函数 {\displaystyle f} 的傅里叶级数在{\displaystyle x_{0}} 处收敛，并且有：
{\displaystyle \lim \limits _{n}(S_{n}f(x_{0}))={\frac {1}{2}}(f(x_{0}^{+})+f(x_{0}^{-}))}
定理成立的一个特例是当函数 {\displaystyle f} 在{\displaystyle x_{0}} 处有左导数和右导数的时候，又或者是当函数是分段{\displaystyle {\mathcal {C}}^{1}}函数（见光滑函数）的时候。

## 证明
定理的证明是基于以下事实：傅里叶函数可以通过卷积以及拥有良好性质的三角多项式：狄利克雷核来计算。
{\displaystyle D_{n}(x)=\sum _{k=-n}^{n}e^{ikx}={\frac {\sin \left(\left(n+{\frac {1}{2}}\right)x\right)}{\sin(x/2)}},}
{\displaystyle S_{n}(f)(x)={\frac {1}{2\pi }}\int _{-\pi }^{\pi }f(t)D_{n}(x-t)dt={\frac {1}{2\pi }}\int _{-\pi }^{\pi }D_{n}(t)f(x-t)dt}
这里使用的是狄利克雷核的第二种形式：
{\displaystyle S_{n}(f)(x)={\frac {1}{2\pi }}\int _{-\pi }^{\pi }\sin \left(\left(n+{\frac {1}{2}}\right)t\right){\frac {f(x-t)}{\sin {\frac {t}{2}}}}dt}
这种写法接近于使用黎曼-勒贝格定理所需的条件，唯一需要考虑的地方是函数 {\displaystyle {\frac {f(x-t)}{\sin(t/2)}}} 在0附近并不一定可积。但是由于：
{\displaystyle {\tilde {f}}(x)={\frac {f(x^{+})+f(x^{-})}{2}}}
存在，可以考虑将区间{\displaystyle [-\pi ,0)}上的积分用{\displaystyle u=-t}换元，这样 {\displaystyle S_{n}(f)(x)} 就变成：
{\displaystyle S_{n}(f)(x)=\int _{0}^{\pi }\sin \left(\left(n+{\frac {1}{2}}\right)t\right){\frac {f(x+t)+f(x-t)}{\sin {\frac {t}{2}}}}dt}
因此：
{\displaystyle S_{n}(f)(x)-{\tilde {f}}(x)={\frac {1}{2\pi }}\int _{0}^{\pi }\sin \left(\left(n+{\frac {1}{2}}\right)t\right){\frac {f(x+t)+f(x-t)}{\sin {\frac {t}{2}}}}dt-{\frac {1}{2}}\left(f(x^{+})+f(x^{-})\right)}
而由于狄利克雷核在区间{\displaystyle [-\pi ,\pi ]}上的积分平均值是1，也就是说：
{\displaystyle 1={\frac {1}{2\pi }}\int _{-\pi }^{\pi }D_{n}(t)dt={\frac {1}{2\pi }}\int _{-\pi }^{\pi }{\frac {\sin \left(\left(n+{\frac {1}{2}}\right)t\right)}{\sin(t/2)}}dt=2\cdot {\frac {1}{2\pi }}\int _{0}^{\pi }{\frac {\sin \left(\left(n+{\frac {1}{2}}\right)t\right)}{\sin(t/2)}}dt}
{\displaystyle {\frac {1}{2}}={\frac {1}{2\pi }}\int _{0}^{\pi }{\frac {\sin \left(\left(n+{\frac {1}{2}}\right)t\right)}{\sin(t/2)}}dt}
因此：
{\displaystyle {\begin{aligned}S_{n}(f)(x)-{\tilde {f}}(x)&={\frac {1}{2\pi }}\int _{0}^{\pi }\sin \left(\left(n+{\frac {1}{2}}\right)t\right){\frac {f(x+t)+f(x-t)}{\sin {\frac {t}{2}}}}dt\\&-{\frac {1}{2\pi }}\int _{0}^{\pi }{\frac {\sin \left(\left(n+{\frac {1}{2}}\right)t\right)}{\sin {\frac {t}{2}}}}\left(f(x^{+})+f(x^{-})\right)dt\\&={\frac {1}{2\pi }}\int _{0}^{\pi }\sin \left(\left(n+{\frac {1}{2}}\right)t\right){\frac {f(x+t)+f(x-t)-f(x^{+})-f(x^{-})}{\sin {\frac {t}{2}}}}dt\end{aligned}}}
由条件二，以上的积分中可以使用黎曼-勒贝格定理，因此可以对两边求极限，得到：
{\displaystyle \lim _{n\to \infty }S_{n}(f)(x)={\tilde {f}}(x)}